# Yuma Asami
Yuma Asami (麻美 ゆま, Asami Yuma), née le 24 mars 1987, est une actrice japonaise de films pornographiques à la carrière longue et féconde. Elle débute dans la profession en 2005, dès l'âge de 18 ans, pour les studios Alice Japan et S1 No. 1 Style. Ses vidéos ont remporté un premier prix aux Japanese Adult Video Awards. Elle-même a été primée en tant qu'actrice de films pornographiques. Elle est également apparue dans des vidéos gravures, des V-cinema, des films roses et des productions télévisées.

## Biographie
Yuma Asami est née le 24 mars 1987 à Gunma (Japon). Elle a ses premiers rapports sexuels à l'âge de 13 ans et entre dans l'industrie pornographique dès la fin de ses études secondaires. Elle dit avoir beaucoup appris au cours de ses tournages. En particulier sur les diverses positions d'intromission dont elle ne soupçonne même pas l'existence pour certaines avant de les pratiquer.

### Centres d'intérêt
Visualiser des films, faire du shopping, chanter en karaoke avec des amis, collectionner des parfums, jouer du piano, apprendre l'anglais.

### Cancer
Le 6 juin 2013, Asami annonce que, à la suite de douleurs à l'estomac, il lui est découvert un cancer de l'ovaire pour lequel elle a subi une hystérectomie avec ovariectomie bilatérale suivie de six séances de chimiothérapie. L'examen histologique de la pièce opératoire confirme que la tumeur est classifiée au stade3 (sur 4), .

## Carrière

### S1 et Alice Japan
Yuma Asami est âgée de 18 ans lorsqu'elle commence sa carrière en 2005 après avoir été introduite dans le milieu de la pornographie par un ami. Elle travaille sous contrat pour Alice Japan et S1 No. 1 Style, deux importants studios japonais spécialisés dans la production de films pornographiques. Elle tourne au rythme d'un film par mois pour chaque studio depuis le début de sa carrière. La plupart des vidéos qu'elle a réalisées pour S1 l'ont été sous la direction de Hideto Aki alors que Yūji Sakamoto a réalisé ses premières vidéos chez Alice Japan. Les deux studios la cantonnent dans une pornographie « érotique » dont les scènes de sexe impliquent la présence d'une seule actrice à l'écran. Les scénarios sont assez simples… lorsqu'ils existent et toute pornographie extrême est soigneusement évitée.
Asami est associée à un nombre inhabituel de projets par Alice Japan. La plupart sont réalisés par KENGO dont Amateur Actor Audition – Yuma Asami paru en 2007. On peut l'y voir en entretien avec 10 acteurs potentiels en films pornographiques âgés de 19 à 41 ans et tester leur aptitude en ayant un rapport sexuel avec chacun d'eux. À l'opposé, dans sa vidéo de 2008 intitulée AV Actress Audition – Yuma Asami, Asami fait de même avec 10 actrices aspirant à devenir des stars du X. Elle les déshabille, les masturbe et prend part à des fellations et des scènes de sexe en compagnie d'acteurs auxquels elle enseigne sa technique. Dans une autre vidéo de 2008 (Number One Idol Yuma Asami Produce Real Virgins), Asami fait la rencontre d'admirateurs « vierges », spécialement sélectionnés, qui sont initiés au sexe en douceur par l'actrice. L'intrigue de la vidéo de 2008 intitulée Hypnotic Pleasure la conduit à réaliser diverses actions embarrassantes dont celle d'avoir des rapports sexuels devant une caméra en faisant croire qu'il s'agit d'une première fois. Dans Yuma Asami and 100 Onanists,une autre vidéo de 2008, elle motive et éventuellement prête une main secourable aux « 100 fervents admirateurs enthousiastes » pendant qu'ils se masturbent.
En Juin 2010, Asami parait dans Attracting The Best Stereoscopic 3D Yuma Asami Sex BODY, une des deux premières productions tournées en 3D pour le compte de S1. La parution des deux vidéos coïncident avec l'introduction de la télévision en 3D par Sony et Panasonic. Elle était très attendue pour doper l'abonnement aux chaînes de télévision payantes

### Films érotiques
Parallèlement à son activité dans le film pornographique, Asami a également été l'interprète de « gravure » vidéos. Ces dernières sont essentiellement des films glamour qui peuvent inclure des séquences de nudité mais jamais d'acte sexuel.
Elle est l'interprète principale de V-cinema érotique tel que Ninja She Devil (妖艶くノ一伝 ～鍔女篇, Yoen kunoichi den tsubame hen) réalisé par Yoshikazu Katō. La vidéo, éditée par GP Museum en octobre 2008, met également en scène Lemon Hanazawa, une actrice du X et de films roses,.
Elle parait également au générique de films roses d'angoisse et érotiques tel que Siren X (妖女伝説セイレーンＸ～魔性の誘惑～, Yojo Densetsu Seiren X – Masho no Yuwaku), réalisé par Hideo Jojo en compagnie de l'actrice japonaise en films pornographiques Yuria Hidaka. Dans ce film dont la première a lieu au mois d'avril 2008 à Osaka, Asami interprète le rôle d'une mystérieuse et meurtrière propriétaire d'une auberge,. Le film paraît en DVD au mois d'Octobre 2008.
Au mois d'Octobre 2010, Asami est présente au générique de Shinshaku: Yojōhan fusuma no shitabari (新釈　四畳半襖の下張り), une « nouvelle interprétation » (Shinshaku) du film rose The World of Geisha basé sur le roman de Kafū Nagai et paru en 1973. Le film est réalisé par l'ex-actrice du X Kyōko Aizome et présenté par Kyoko Hayami connu pour son interprétation du film culte The Glamorous Life of Sachiko Hanai paru en 2003,. Le film est paru en DVD en janvier 2011.

### Téléfilms
Asami est une des interprètes du téléfilm japonais Shimokita GLORY DAYS (下北GLORY DAYS) en compagnie de l'actrice Sora Aoi qui travaille également pour S1 à l'époque, de Honoka ainsi que de la chanteuse et actrice Aya Sugimoto. La série est diffusée sur les antennes de TV Tokyo sur une durée de 15 jours en avril 2008. Asami joue le rôle de Komori Miha dans cette série basée sur le manga éponyme. Le sujet est celui d'un étudiant Ronin qui part pour Tokyo où il partage une maison avec plusieurs belles femmes.Elle est l'interprète du 5e épisode du drame érotiqueShinjuku swan (新宿スワン　歌舞伎町スカウトサバイバル, Shinjuku suwan kabukichou sukauto sabaibaru) diffusé à des heures tardives par TV Asahi,.
En 2009, Asami obtient un rôle dans la série télévisée diffusée par TV Tokyo basée sur la manga Jōō Virgin (嬢王 Virgin). Cette série a pour sujet les kyabakura et met également en scène Sora Aoi, Akiho Yoshizawa et Saori Hara.

### Autres activités
En 2006, Asami est hôtesse dans un Cabaret Club dans le jeu Yakuza 2 sur PlayStation 2.
Asami fait montre de ses possibilités vocales avec un CD de J-pop intitulé Resolution paru au mois de janvier 2008. Le CD comprend en outre un bonus fait d'un DVD-images, d'un extrait vidéo et d'un clip musical,.
Elle a également réalisé des publicités grâce à des vidéos promotionnelles. En particulier pour le site pornographique Tospo.jp avec le code QR qui amène au site masquant sa poitrine. Elle parait également sur un T-shirt commercialisé en partenariat avec Cex Work, une nouvelle société créée par le photographe Yasumasa Yonehara et la marque de vêtements THE MASK. Le T-shirt, diffusé au mois d'Octobre 2007, représente une photo d'Asami à demie dévêtue prise par Yonehara.

### Popularité et remerciements
Asami a été une des actrices parmi les plus appréciées au Japon dès ses débuts. Elle occupe régulièrement les premières places des ventes et locations de DVD,.Le site DMM de DMM la place première au top 100 des actrices du X la plus vendue en 2006 et 2007,.
Asami est récompensée par ses admirateurs en remportant le Grand Prix au AV Actress Grand Prix 2006. Sa vidéo de 2007 intitulée Hyper Risky Mosaic – Special Bath House Tsubaki qu'elle a tournée avec 11 autres actrices des studios S1 s'adjuge le Premier Prix au concours AV Open de 2007,. En outre, Asami a gagné le prix du « plus grand nombre d'apparitions » pour l'année 2007 aux Adult Broadcasting Awards de 2008 (combiné avec l'EROIDE女祭り2008 encore connu sous le nom de "Erotic Ladies Festival"), un concours consacrant l'actrice la plus « chaude » diffusée sur le canal télévisé par satellite SKY PerfecTV!. Elle enthousiasme le public en s'inclinant plusieurs fois pour montrer ses mamelons,.
Sa vidéo Double Risky Mosaic, Rio & Yuma, parue au mois de novembre 2008, est présentée lors de l'AV Grand Prix de 2009 où elle obtient le Grand Prix, le prix de la Meilleure vente de DVD, celui du plus bel emballage, le Prix des Revendeurs et le prix de la meilleure Actrice Vidéo Présentée.

## Filmographie

### 2005
| Titre de la Vidéo                                                      | Producteur Numéro d'identification | Réalisateur    | Parution   | Notes |
| ---------------------------------------------------------------------- | ---------------------------------- | -------------- | ---------- | ----- |
| Innocent Hard-Core 純情ハードコア                                      | Alice Japan KA-2242 DV-539         | Kazutoshi Goto | 29-10-2005 | Début |
| New Face Risky Mosaic 新人ギリギリモザイク                             | S1 ONED-292                        | Hideto Aki     | 07-11-2005 |       |
| Emotional Hard Core 激情ハードコア                                     | Alice Japan KA-2245                | Kazutoshi Goto | 25-11-2005 |       |
| Yuma's Sex Will Be Shown Thoroughly ゆまのセックスじっくり見せてあげる | S1 ONED-323                        | Hideto Aki     | 19-12-2005 |       |
| Mejiri 拘束椅子トランス                                                | Alice Japan KA-2247                | Yuji Sakamoto  | 30-12-2005 |       |

### 2006
| Titre de la Vidéo                                                                | Producteur Numéro d'identification | Réalisateur        | Parution   | Notes                                                                                         |
| -------------------------------------------------------------------------------- | ---------------------------------- | ------------------ | ---------- | --------------------------------------------------------------------------------------------- |
| Moist Concentrate Sex ネットリ濃厚セックス                                       | S1 ONED-333                        | Hideto Aki         | 07-01-2006 |                                                                                               |
| Reverse Soap Heaven 逆ソープ天国                                                 | Alice Japan KR-9251 DV-578         | Shigeo Katsuyama   | 27-01-2006 |                                                                                               |
| Six Costumes Pakopako! 6つのコスチュームでパコパコ！                             | S1 ONED-352                        | Hideto Aki         | 07-02-2006 |                                                                                               |
| Riding a Face 顔面騎乗                                                           | Alice Japan KR-9252                | Dragon Nishikawa   | 24-02-2006 |                                                                                               |
| Sex on the Beach, Southern Island Pakopako! SEX ON THE BEACH～南の島でパコパコ！ | S1 ONED-374                        | Hideto Aki         | 07-03-2006 |                                                                                               |
| Uniform Doll 制服人形                                                            | Alice Japan KA-2259                | Kazutoshi Goto     | 24-03-2006 |                                                                                               |
| The Big Tits Nursery Just for Me 僕だけのボイン保育園                            | S1 ONED-396                        | Hideto Aki         | 07-04-2006 |                                                                                               |
| Rabupara Yuma Asami らぶぱら 麻美ゆま                                            | Happinet TSVD-41045                |                    | 21-04-2006 | Gravure                                                                                       |
| Self Portrait #6 セルフポートレート#6                                            | Alice Japan KA-2265                | Yoshinori Kasuga   | 28-04-2006 |                                                                                               |
| Let's Have Sex in School 学校でセックスしよっ                                    | S1 ONED-424                        | Hideto Aki         | 07-05-2006 |                                                                                               |
| Fetish Yuma フェティッシュゆま                                                   | Alice Japan KA-2268                | Kyuhei Tsubakihara | 26-05-2006 |                                                                                               |
| Super Titty-Fucking 3 激パイズリ3                                                | S1 ONED-453                        | Hideto Aki         | 07-06-2006 |                                                                                               |
| Naked Venus Yuma Asami ネイキッドビーナス 麻美ゆま                               | BM.3 TJCA-10004                    |                    | 25-06-2006 | Gravure                                                                                       |
| Ratai Yuma Asami 裸体 麻美ゆま                                                   | Happinet SFLB-47                   |                    | 25-06-2006 | Gravure                                                                                       |
| Abnormal Exercise 変態の練習                                                     | Alice Japan KA-2273                | Yuji Sakamoto      | 30-06-2006 |                                                                                               |
| SPakopako Newlywed Life With Yuma ゆまとのパコパコ新婚生活                       | S1 ONED-478                        | Hideto Aki         | 07-07-2006 |                                                                                               |
| Obscene Model 猥褻モデル                                                         | Alice Japan KA-2274                | Kazutoshi Goto     | 28-07-2006 |                                                                                               |
| Climax! Too Much Coming Squirting Fuck 絶頂！イキまくり潮吹きFUCK                | S1 ONED-500                        | Iggy Coen          | 07-08-2006 |                                                                                               |
| Hyper – Barely There Mosaic ハイパーギリギリモザイク                             | S1 ONSD-028                        |                    | 07-08-2006 | Compilation Avec Sora Aoi, Yua Aida, Maria Ozawa & Honoka Gagnant du concours AV Open de 2006 |
| Yuma Asami's Tits Talk 麻美ゆまと乳話しませんか？                                | Alice Japan NDV-0385               | Akira Takatsuki    | 31-08-2006 |                                                                                               |
| My Only Yuma 僕だけの♥ゆま                                                       | S1 ONED-527                        | Alala Kurosawa     | 07-09-2006 |                                                                                               |
| Kireina Sex キレイナセックス                                                     | Happinet CON-8                     |                    | 13-09-2006 | Gravure                                                                                       |
| Watch Me Do It! 超カメラ目線主義                                                 | Alice Japan NDV-0397               | Yuji Sakamoto      | 29-09-2006 |                                                                                               |
| Delusional Special Bath 妄想的特殊浴場                                           | S1 ONED-571                        | K.C.Takeda         | 19-10-2006 |                                                                                               |
| Yuma Asami – The Best                                                            | Alice Japan DV-678                 | Yuji Sakamoto      | 20-10-2006 | Compilation                                                                                   |
| Yoen Kunoichi Den Tsubame Hen 妖艶くノ一伝 ～鍔女(つばめ)篇                      | GP Museum DMSM-6872 / DMSM-6864    | Yoshikazu Kato     | 25-10-2006 | Érotique                                                                                      |
| Yuma Asami 1st Anniversary                                                       | Alice Japan NDV-0406               | Kunihiro Hasegawa  | 27-10-2006 |                                                                                               |
| Hyper-Risky Mosaic ハイパーギリギリモザイク                                      | S1 ONED-591                        | [Jo]Style          | 07-11-2006 |                                                                                               |
| Let's Play Doctor お医者さんごっこしよ                                           | Alice Japan DV-704                 | Yuji Sakamoto      | 30-11-2006 |                                                                                               |
| Pakopako Via Swimsuit 水着でパコパコしよっ                                       | S1 ONED-625                        | Ishibashi Wataru   | 07-12-2006 |                                                                                               |
| Fuck & Roll                                                                      | Alice Japan NDV-0434               | Yuji Sakamoto      | 28-12-2006 |                                                                                               |

### 2007
| Titre de la Vidéo                                                                                         | Producteur Numéro d'identification | Réalisateur        | Parution   | Notes |
| --- | ---------------------------------- | ------------------ | ---------- | --- |
| BakoBako Gangbang 21 バコバコ乱交21                                                                       | S1 ONED-651                        | Iggy Coen          | 07-01-2007 | |
| Yuma Asami Collection 1 麻美ゆま COLLECTION 1                                                             | S1 ONSD-059                        |                    | 19-01-2007 | Compilation |
| Sex is My Specialty! Modèle:Nihongo2                                                                      | Alice Japan DV-731                 | Kazutoshi Goto     | 26-01-2007 | |
| Violent Piston 7 激烈ピストン7                                                                            | S1 ONED-675                        | Kyosei             | 07-02-2007 | |
| Rodeo Fuck                                                                                                | Alice Japan DV-745                 | KENGO              | 23-02-2007 | |
| Greatest Tits: Yuma Asami グレイテスト ティッツ 麻美ゆま                                                  | Alice Japan DV-755                 |                    | 23-03-2007 | |
| Living With Yuma and Honoka ゆまと穂花との共同生活                                                        | S1 ONED-698                        | Hideto Aki         | 07-03-2007 | Avec Honoka |
| Premium Honey Yuma Asami Modèle:Nihongo2                                                                  | SOD CHD-019                        |                    | 08-03-2007 | Gravure |
| Endless Climax! Ultra Ecstasy Fuck 無限絶頂！激イカセFUCK                                                 | S1 ONED-721                        | Hideto Aki         | 07-04-2007 | |
| My Favorite Forced-Sex 無理矢理ちっくなセックスが好き                                                     | Alice Japan DV-772                 | Yuji Sakamoto      | 27-04-2007 | |
| Hyper Risky Mosaic – Special Bath House Tsubaki ハイパーギリギリモザイク 特殊浴場 TSUBAKI 貸切入浴料1億円 | S1 OPEN-0705                       | Hideto Aki         | 03-05-2007 | Avec Sora Aoi, Honoka, Sho Nishino, Asami Ogawa, Akiho Yoshizawa, MO ☆ MO, Mako Katase, Chinatsu Izawa, Megumi Haruka, Karin & China Miyu Présenté par S1 au concours de l'AV Open de 2007 Rediffusé le 17-12-2007 sous une forme longue d'une durée de 8 heures sous le numéro d'identification S1 ONED-891 |
| Screaming! Big Magnum Fuck 絶叫！ビッグマグナムFUCK                                                       | S1 ONED-747                        | Midori Kohaku      | 07-05-2007 | |
| Dear Yuma Will Teach You ゆまチン先生が教えてあげる                                                       | Alice Japan DV-790                 | Yuji Sakamoto      | 25-05-2007 | |
| Juicy Honey ジューシーハニー                                                                              | Happinet JYH-1                     |                    | 29-05-2007 | Gravure |
| Hyper Risky Mosaic MV ハイパーギリギリモザイクMV                                                          | S1 ONED-765                        | Kazuhiko Matsumoto | 07-06-2007 | |
| The Real Yuma Asami Fuckin' Live THEリアル                                                                | Alice Japan DV-795                 | Yuji Sakamoto      | 15-06-2007 | |
| Alice Pink File アリスピンクファイル                                                                      | Alice Japan NDV-0523               | Kanda Usagi        | 29-06-2007 | |
| 20 Costumes Pakopako! 20コスチュームでパコパコ！                                                          | S1 ONED-787                        | Ishibashi Wataru   | 07-07-2007 | |
| Shouting! Shuddering! Cumming! 絶叫！痙攣！イキ涙！                                                       | Alice Japan DV-806                 | Yuji Sakamoto      | 13-07-2007 | |
| First Rate Body Fuck 極上ボディFUCK                                                                       | S1 ONED-812                        | Midori Kohaku      | 07-08-2007 | |
| A Lecherous Woman 痴女                                                                                    | Alice Japan DV-813                 | KENGO              | 17-08-2007 | |
| Premium Honey Yuma Asami Second Impact PREMIUM HONEY 麻美ゆま SECOND IMPACT                               | SOD CHD-026                        |                    | 06-09-2007 | Gravure |
| Shiofuki Hyper Risky Mosaic 潮吹きハイパーギリギリモザイク                                                | S1 ONED-832                        | Iggy Coen          | 07-09-2007 | |
| My Putty-Like Pet ぼくのいいなりペット                                                                    | Alice Japan DV-823                 | Yuji Sakamoto      | 14-09-2007 | |
| 6 Sex Service Shops PakoPako 6つの風俗店でパコパコ！                                                      | S1 ONED-850                        | K.C.Takeda         | 07-10-2007 | |
| Amateur Actor Audition 素人男優オーディション                                                             | Alice Japan DV-834                 | KENGO              | 12-10-2007 | |
| My Girlfriend 僕の彼女                                                                                    | S1 ONED-869                        | Hideto Aki         | 07-11-2007 | |
| Ero (B)Ero – Deep Kiss, Body Lip & Fellatio Ero (B)Ero 濃厚フェラチオねっとり舌愛撫                       | Alice Japan DV-846                 | Yuji Sakamoto      | 09-11-2007 | |
| Massive Ejaculation On Her Face ものすごい顔射                                                            | S1 ONED-886                        | Hideto Aki         | 07-12-2007 | |
| Special Bath House Tsubaki 8 Hours ハイパー×ギリギリモザイク 特殊浴場TSUBAKI8時間                         | S1 ONED-891                        | Hideto Aki         | 07-12-2007 | Avec 11 autres actrices Déjà diffusé le 03-05-2007 dans une version de 4 heures sous le numéro d'identification S1 OPEN-0705 |
| Beautiful Woman Becomes Good At Full Body Hand Oil Massage 美しい女性になるための全身ハンドオイルエステ   | Alice Japan DV-858                 | Yuji Sakamoto      | 14-12-2007 | |

### 2008
| Titre de la Vidéo                                                                            | Producteur Numéro d'identification | Réalisateur    | Parution   | Notes                                                       |
| -------------------------------------------------------------------------------------------- | ---------------------------------- | -------------- | ---------- | ----------------------------------------------------------- |
| Yuma is Your Obedient Toy ゆまはアナタのいいなり玩具                                         | S1 ONED-904                        | Hideto Aki     | 07-01-2008 |                                                             |
| Patience 我慢                                                                                | Alice Japan DV-868                 | Hifumi Tatsuwo | 11-01-2008 |                                                             |
| X Jikan (Ecstasy) 1 Yuma Asami X時間 (エクスタシー) (1) 麻美ゆま                             | Happinet GBIL-803                  |                | 25-01-2008 | Gravure – comprend une chanson                              |
| Non Stop Incontinence 止まらない失禁                                                         | S1 ONED-922                        | Iggy Coen      | 07-02-2008 |                                                             |
| Admired Swimming Instructor 憧れの競泳水着インストラクター                                   | Alice Japan DV-879                 | Yuji Sakamoto  | 08-02-2008 |                                                             |
| Incest 近親相姦                                                                              | S1 ONED-940                        | Hideto Aki     | 07-03-2008 |                                                             |
| Chance Encounter 4 Seconds Union 出会って4秒で合体                                           | Alice Japan DV-888                 | Yuji Sakamoto  | 14-03-2008 |                                                             |
| Sex Linked Together 数珠繋ぎ性交                                                             | Alice Japan DV-899                 | Yuji Sakamoto  | 11-04-2008 |                                                             |
| Yuma and Minori ゆまとみのり                                                                 | S1 ONED-961                        | Hideto Aki     | 19-04-2008 | Avec Minori Hatsune                                         |
| My Only Yuma Asami 僕だけの麻美ゆま                                                          | S1 ONED-972                        | Hideto Aki     | 07-05-2008 |                                                             |
| Number One Idol Yuma Asami Produce Real Virgins NO.1アイドル麻美ゆまが童貞をプロデュース     | Alice Japan DV-907                 | KENGO          | 09-05-2008 |                                                             |
| Hypnotic Pleasure 催眠快楽                                                                   | Alice Japan DV-918                 | NanQ           | 13-06-2008 |                                                             |
| Deep Throat ディープスロート                                                                 | S1 SOE-001                         | Hideto Aki     | 19-06-2008 |                                                             |
| X Jikan (Ecstasy) 12 Yuma Asami X時間 (エクスタシー) (12) 麻美ゆま                           | Happinet GBIL-821                  |                | 25-06-2008 | Gravure Chanson incluse                                     |
| Yuma Asami and 100 Onanists 麻美ゆまと100人のオナニスト                                      | Alice Japan DV-928                 | KENGO          | 11-07-2008 |                                                             |
| AV Actress Audition – Yuma Asami ナンバーワンAV女優≪麻美ゆま≫の素人女優オーディション        | Alice Japan DV-939                 | KENGO          | 08-08-2008 |                                                             |
| Repeated Death, Grand Orgasm 繰り返す昇天、壮絶アクメ。                                      | S1 SOE-022                         |                | 19-08-2008 |                                                             |
| The Younger Boys 年下の男の子                                                                | Alice Japan DV-948                 | KENGO          | 12-09-2008 |                                                             |
| Nasty Kiss and Sex ギリモザ 美しい痴女の接吻と性交                                           | S1 SOE-059                         | Hitoshi Nimura | 19-09-2008 |                                                             |
| Yojo Densetsu Seiren X – Masho no Yuwaku 妖女伝説セイレーンX ～魔性の誘惑～                  | Take Shobo TSDS-75136              | Hideo Jojo     | 03-10-2008 | Erotique                                                    |
| Let Us Have a Calisthenic Sex ＮＯ.１アイドル麻美ゆまを軟体に改造                            | Alice Japan DV-962                 | Yuji Sakamoto  | 10-10-2008 |                                                             |
| First Gokkun and Sex 初めての精飲とセックス                                                  | S1 SOE-080                         | Ekimoto        | 19-10-2008 |                                                             |
| The Penises Training Camp ゆまチンとイク！早漏改善合宿 Yuma chin to iku! Sōrō kaizengasshuku | Alice Japan DV-973                 | KENGO          | 14-11-2008 |                                                             |
| Double Risky Mosaic, Rio & Yuma Wギリモザ Rioとゆま                                          | S1 AVGP-109                        | Hideto Aki     | 22-11-2008 | A coucouru pour l'AV Grand Prix 2009 Avec Rio (Tina Yuzuki) |
| Station Plaza Kiss Date 駅前ベロちゅうデート                                                 | Alice Japan DV-986                 | KENGO          | 12-12-2008 |                                                             |
| Harder, Fuck Me Harder もっと激しく、激しく突いて                                            | S1 SOE-123                         | Iggy Coen      | 19-12-2008 |                                                             |

### 2009
| Titre de la Vidéo                                                                                      | Producteur Numéro d'identification  | Réalisateur                   | Parution                              | Notes |
| --- | ----------------------------------- | ----------------------------- | ------------------------------------- | --- |
| Maison Tsubaki めぞんTSUBAKI                                                                           | S1 SOE-141                          | Hideto Aki                    | 07-01-2009                            | Avec Ai Sayama, Akiho Yoshizawa, Ruru Anoa, Mihiro, Minori Hatsune, Rika Aiuchi, Risa Kasumi & Rio (Tina Yuzuki)                |
| Endless Cleaning Fellatio 終わらないお掃除フェラ                                                       | Alice Japan DV-996                  | Yuji Sakamoto                 | 09-01-2009                            | |
| The Raped Female Teacher 犯された女教師                                                                | S1 SOE-146                          | Yuji Sakamoto                 | 19-01-2009                            | |
| Yuma Asami is Dispatched to Your House キミの家に、麻美ゆまを派遣します。                              | Alice Japan DV-1011                 | Minami Haou                   | 13-02-2009                            | |
| Bodily Fluids Mingling, Rich Fuck 交わる体液､濃密セックス                                              | S1 SOE-166                          | Minami Haou                   | 19-02-2009                            | |
| Rubber Cosplay                                                                                         | Alice Japan DV-1022                 | Eigo Mochizuki                | 13-03-2009                            | |
| Mother and Daughter, Raped Wedding Dress 母と娘 ～汚された花嫁衣裳～                                   | Rookie RKI-001                      | Norihiro Takeuchi             | 19-03-2009                            | Avec Reiko Makihara |
| The Ultimate Golden Ratio Body 究極の黄金比BODY                                                        | S1 SOE-200                          | FLAGMAN                       | 19-04-2009                            | |
| Yuma Asami Suddenly Appears in Front of You 突然、目の前に麻美ゆま。                                   | Alice Japan DV-1042                 | Eigo Mochizuki                | 24-04-2009                            | |
| Obscene Molester 猥褻痴漢                                                                              | S1 SOE-217                          | Hideto Aki                    | 19-05-2009                            | |
| Endless TitFuck 終わらないパイズリ                                                                     | Alice Japan DV-1053                 | KENGO                         | 22-05-2009                            | |
| Yuma Asami x Yuma Asami – Miracle Twin Sisters 麻美ゆま×麻美ゆま ミラクル双子姉妹                      | S1 SOE-234                          | Hideto Aki                    | 19-06-2009                            | |
| Maison S1 Hotel Annex, Come For Shiofuki And Orgies ギリモザ めぞんエスワン別館 イキまくり潮吹き大乱交 | S1 SOE-240                          | Iggy Coen                     | 19-06-2009                            | Avec Akiho Yoshizawa, Mihiro, Ruru Anoa, Erika Kirihara, Risa Kasumi, Ai Sayama, Minori Hatsune & Tina Yuzuki (Rio)             |
| Yuma Asami in Erected Penis Exhibition 麻美ゆまの極太品評会                                            | Alice Japan DV-1061                 |                               | 26-06-2009                            | |
| Raped in Front of Husband – 4 Hours 恥辱のレイプ4時間                                                  | S1 ONSD-337                         |                               | 07-07-2009                            | Compilation avec Akiho Yoshizawa, Mihiro, Sora Aoi, Kaede Matsushima, Minori Hatsune, Megumi Haruka, Asami Ogawa & Emiru Momose |
| Seductive Care of a Squirting Nurse 潮吹きナースの誘惑看護                                             | S1 SOE-250                          | Hideto Aki                    | 19-07-2009                            | |
| My Big Sister Is Naked and Needs it Bad 姉が裸族でガマンできない                                       | Alice Japan DV-1069                 | Yuji Sakamoto                 | 24-07-2009                            | |
| Up Till The Last Drop 最後の一滴までシャブらせて                                                       | S1 SOE-265                          | Ishibashi Wataru              | 19-08-2009                            | |
| Yuma Asami's High Class Soap Land 麻美ゆまの超高級ソープ！                                             | Alice Japan DV-1077                 | Yuji Sakamoto                 | 28-08-2009                            | |
| Nasty Office Lady (OL) Story ギリモザ OLびんびん物語 誘惑編                                            | S1 SOE-280 (DVD) 9SOE-280 (Blu-ray) | Hara Ichigo (苺原)            | 19-08-2009 (DVD) 01-10-2009 (Blu-ray) | Avec Risa Kasumi, Minori Hatsune, Kei Megumi & Megu Fujiura                                                                     |
| Sperm Bank Department 精子バンクぬきとり科                                                             | Alice Japan DV-1086                 | Yuji Sakamoto                 | 25-09-2009                            | |
| No. 1 Body Conscious Style ギリモザ NO.1 BODY CONSCIOUS STYLE                                          | S1 SOE-287 (DVD) 9SOE-287 (Blu-ray) | Seishirou Bandou (坂東清四郎) | 07-10-2009 (DVD) 01-11-2009 (Blu-ray) | |
| Another Nasty Office Lady (OL) Story ギリモザ OLびんびん物語 凌辱編                                    | S1 SOE-301                          | Hara Ichigo Zack Arai         | 19-10-2009                            | Avec Risa Kasumi, Minori Hatsune, Kei Megumi & Megu Fujiura                                                                     |
| Sex That Does Not End Until There Are 10 Ejaculations 10回射精するまで終わらないセックス 麻美ゆま      | Alice Japan DV-1096                 | TAKE-D                        | 23-10-2009                            | |
| I Want Your Gorgeous Hip ギリモザ 麻美ゆまの美尻に押しつぶされたい                                     | S1 SOE-310 (DVD) 9SOE-310 (Blu-ray) | Midori Kohaku                 | 19-11-2009 (DVD) 01-12-2009 (Blu-ray) | |
| Naughty During a Telephone Call 電話中の彼女にいたずら                                                 | Alice Japan DV-1107                 | Yuji Sakamoto                 | 27-11-2009                            | |
| Penis Addict Mama ギリモザ オチンチン離れできない僕のママ                                              | S1 SOE-326                          | Hideto Aki                    | 19-12-2009                            | |
| Asami Yuma Manages Your Ejaculation 麻美ゆまが、キミの射精を管理します                                 | Alice Japan DV-1115                 | Yuji Sakamoto                 | 25-12-2009                            | |

### 2010
| Titre de la Vidéo                                                                                    | Producteur Numéro d'identification  | Réalisateur        | Parution                              | Notes |
| --- | ----------------------------------- | ------------------ | ------------------------------------- | --- |
| S1 TV Broadcasting Station エスワンTV THE芸能界 ヤリすぎ生放送！                                     | S1 SOE-338 (DVD) 9SOE-338 (Blu-ray) | Hideto Aki         | 07-01-2010 (DVD) 01-02-2010 (Blu-ray) | Avec Akiho Yoshizawa, Mika Kayama, Megu Fujiura, Aira Toda, Kanon Ohzora, Erika Kirihara, Kokomi Sakura et Shiori        |
| Please Ejaculate in My Body 私の体内に射精して                                                       | S1 SOE-340                          | Zack Arai          | 19-01-2010                            | |
| All Members Pervert Bus 全員痴漢バス                                                                 | Alice Japan DV-1126                 | Kenzo Nagira       | 22-01-2010                            | |
| Rape The Female Teacher, Cant Escape The Indignity 犯された女教師～逃れられない凌辱                  | S1 SOE-355 (DVD) 9SOE-355 (Blu-ray) | Hideto Aki         | 19-02-2010 (DVD) 01-03-2010 (blu-ray) | |
| Please Grade My Kiss 私のキスを採点してください                                                      | Alice Japan DV-1131                 | Minami Haou        | 26-02-2010                            | |
| Hardcore Swordswoman ハードコアに突き挿して                                                          | S1 SOE-371                          | Hara Ichigo (苺原) | 19-03-2010                            | |
| The Sport Gym Woman スポーツジムの女                                                                 | Alice Japan DV-1142                 | Yuji Sakamoto      | 26-03-2010                            | |
| S1 TV Erotica Entertainment THE芸能界エロすぎ大乱交 エスワンTV 裏ちゃんねる                          | S1 SOE-385 (DVD) 9SOE-385 (Blu-ray) | Iggy Coen          | 07-04-2010 (DVD) 01-05-2010 (Blu-ray) | Avec Akiho Yoshizawa, Erika Kirihara, Kokomi Sakura, Mika Kayama, Shiori Tsukimi, Megu Fugiura, Aira Toda & Kanon Ohzora |
| Complete Obedience M Secretary 完全服従どM秘書                                                       | S1 SOE-386                          | Hideto Aki         | 19-04-2010                            | |
| Your Home Into Soap Land キミの家を、ソープランドにします。                                          | Alice Japan DV-1150                 | Minami Haou        | 23-04-2010                            | |
| Insertion and Kiss in Dokimo 挿れてるトキもキスして…                                                 | S1 SOE-409                          | MonC 紋℃           | 19-05-2010                            | |
| Beautiful Bra-less Teacher 麗しのノーブラ先生                                                        | Alice Japan DV-1158                 | Yuji Sakamoto      | 28-05-2010                            | |
| Attracting The Best Stereoscopic 3D Yuma Asami Sex BODY 3D×麻美ゆま 立体映像で魅せる極上BODYセックス | S1 SOE-402 (DVD) 9SOE-402 (Blu-ray) | Yoshinori Kasuga   | 19-06-2010 (DVD) 07-09-2010 (Blu-ray) | En 3D |
| Learn English In Bed ベッドで学ぶ英会話                                                              | Alice Japan DV-1166                 | Minami Haou        | 25-06-2010                            | |
| First Experience Yuma Asami 初体験は麻美ゆま                                                         | S1 SOE-430                          | FLAGMAN            | 19-07-2010                            | |
| Yuma's Body Has Become My Own! ゆまのカラダを手に入れた！                                            | Alice Japan DV-1173                 | Yuji Sakamoto      | 23-07-2010                            | |
| Yuma Asami Suddenly Becoming Horny イキなり発情してきた麻美ゆま                                      | S1 SOE-446                          | Hideto Aki         | 19-08-2010                            | |
| Precocious School Classmate 早熟すぎるクラスメイト                                                   | Alice Japan DV-1183                 | cobo               | 27-08-2010                            | |
| Yuma Asami S1 Girls Collection 8 Hours 麻美ゆま エスワン8時間Special                                 | S1 ONSD-449                         |                    | 07-09-2010                            | Compilation |
| Erotic Celebrity Insatiable Sexual Desire 性欲を持て余すエロセレブ                                   | S1 SOE-463                          | Hara Ichigo        | 19-09-2010                            | |
| Yes Everyday Pillow 毎日がYES枕 〜カラダがもたない新婚性活〜                                         | Alice Japan DV-1193                 | Yuji Sakamoto      | 24-09-2010                            | |
| Incest Little Sister 近親相姦 発育し過ぎた妹のカラダ                                                 | S1 SOE-481                          | 夢雪駄             | 19-10-2010                            | |
| AV Idol Photo Session ＡＶアイドル撮影会                                                             | Alice Japan DV-1203                 | X                  | 22-10-2010                            | |
| Two Beautiful Slut's Kiss and Sex W 美しい痴女の接吻と性交                                           | S1 SOE-491 (DVD) 9SOE-491 (Blu-ray) | Hitoshi Nimura     | 07-11-2010                            | Avec Akiho Yoshizawa |
| Nudist Girl Yuma Asami ヌーディストの女 麻美ゆま                                                     | Alice Japan DV-1212                 | Yuji Sakamoto      | 26-11-2010                            | |
| H-Cup Home Tutor – Teacher's Seduction 家庭教師 Hカップの先生に誘惑されて・・・                      | S1 SOE-515                          | Hara Ichigo (苺原) | 19-12-2010                            | |
| Festival Woman お祭り女 麻美ゆま                                                                     | Alice Japan DV-1221                 | Minami Haou        | 24-12-2010                            | |

### 2011
| Titre de la Vidéo                                                                                   | Producteur Numéro d'identification | Réalisateur | Parution   | Notes |
| --------------------------------------------------------------------------------------------------- | ---------------------------------- | ----------- | ---------- | ----- |
| Instant Sex! Anytime Anywhere 即ズボ！ ランプが鳴ったらどこでもセックス                             | S1 SOE-531                         | Hideto Aki  | 19-01-2011 |       |
| New Bus Tour Guide Yuma Asami On A School Trip 新米バスガイド・麻美ゆまが、修学旅行にご一緒します。 | Alice Japan DV-1230                | X           | 28-01-2011 |       |
| Deep Sex Hot Spring Yukata Girl 交わる体液、濃密セックス 乱れ咲き温泉編                             | S1 SOE-548                         | Minami Haou | 19-02-2011 |       |